# Ano do Golfinho
O ano de 2007 (alargado a 2008), foi declarado como o Ano do Golfinho (Internacional) pelas Nações Unidas e o Programa das Nações Unidas para o Meio Ambiente (PNUMA).

## Antecedentes
Os golfinhos estão a ser ameaçados, e são mamíferos marinhos com laços estreitos com a história e a cultura. Viver nos oceanos e nos rios, e a sua sobrevivência são cada vez mais difíceis. Eles necessitam de água limpa e calma e áreas protegidas.
O Ano do Golfinho fará parte da Década da Educação para o Desenvolvimento Sustentável da ONU. A campanha é também uma contribuição concreta no sentido de cumprir metas para reduzir a perda da fauna silvestre até 2010, em que todos os governos acordaram, através das Nações Unidas.

## Campanha
As Nações Unidas, os governos, organizações intergovernamentais, ONGs e o sector privado, estão a construir uma aliança forte para alcançar um objectivo comum: a protecção dos golfinhos.
Um factor crucial para alcançar este objectivo é a educação para criar consciência sobre os golfinhos, educando e informando os decisores e envolver as comunidades locais.

## Patronos
O designado Patrono do Ano do Golfinho é o Príncipe Alberto II de Mônaco, que lançou formalmente o ano em 17 de Setembro de 2006. O Príncipe declarou que "o Ano do Golfinho dá-me a oportunidade de renovar o meu compromisso firme para proteger a biodiversidade marinha. Com esta iniciativa forte, podemos fazer a diferença para salvar estes fascinantes mamíferos marinhos à beira da extinção."
Em Maio de 2007, Backstreet Boy, Nick Carter foi nomeado embaixador especial para o Ano do Golfinho, em uma conferência de imprensa. Ele anunciou que ele iria envolver-se na obtenção de fundos e na sensibilização da opinião pública sobre a Causa.